# 艾羅斯·拉瑪佐第

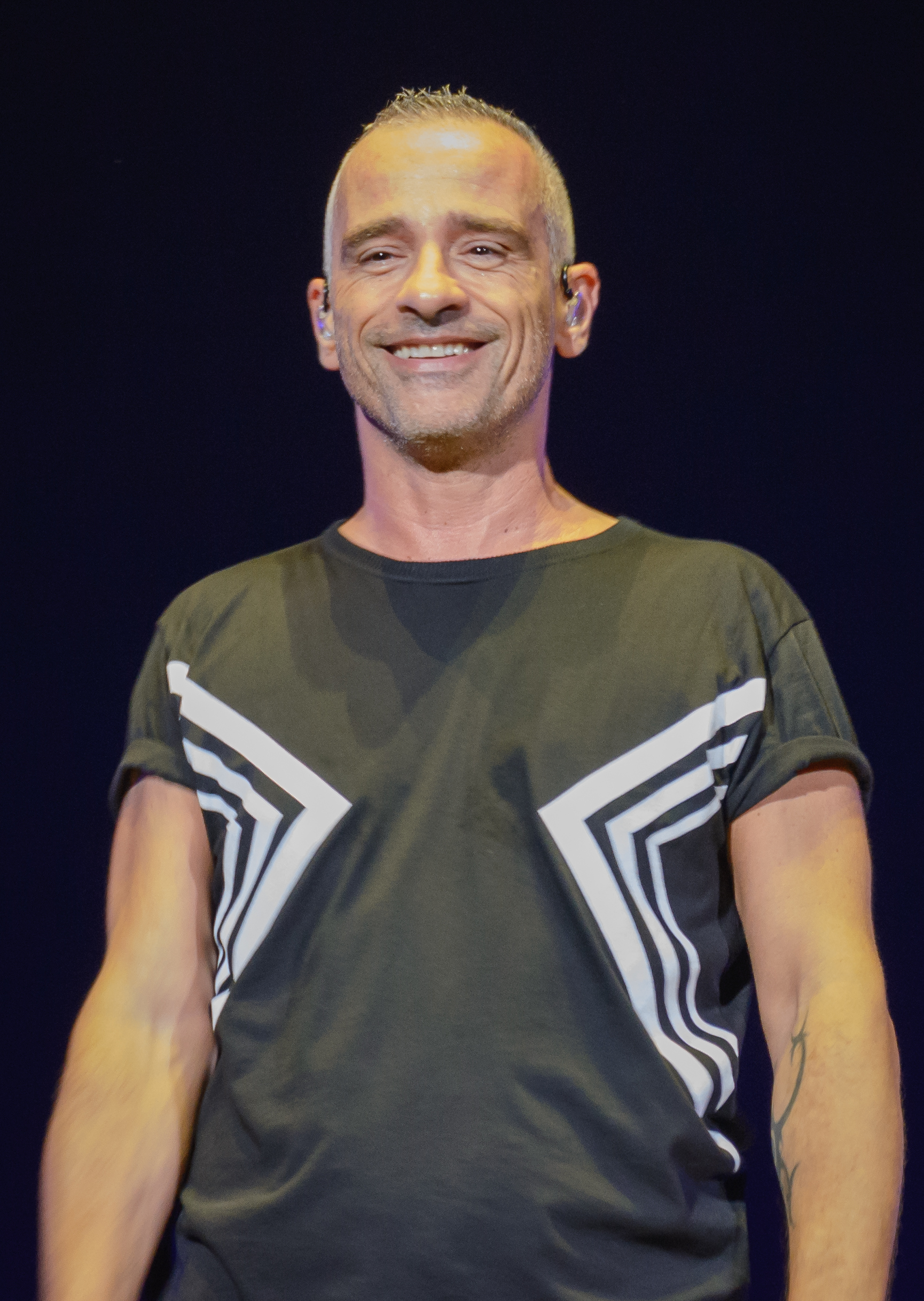
艾羅斯·拉瑪佐第

艾羅斯．拉瑪佐第（Eros Ramazzotti，又譯艾羅斯．雷瑪若提，1963年10月28日—），義大利歌手，生於羅馬區，父親是油漆工。他在十幾歲搬去米蘭後開始他的歌唱生涯。他在1984年以「應許之地（Terra promessa）」在聖雷莫歌唱節新人組中得名。接著艾羅斯發行了一連串的專輯，張張銷售成功。他感人的自傳性民歌以及搖滾曲調讓他在義大利樂壇以及國際樂壇都很出名。他每張專輯都有義大利語以及西班牙語兩種版本。 他在德國、墨西哥以及阿根廷特別受歡迎，而且他的唱片在全世界賣出超過2千萬張。他與前妻瑞士名模以及電視主持人蜜雪兒．亨澤爾有一女，Aurora Sophie，生於1996年12月5日。

## 專輯作品
- 世界巡演演唱特典（21:00 Eros Live World Tour 2009/2010）（2010年）
- 看起來平靜（Calma Apparente）（2005年）
- 9（2003年）
- 自由之梯（Stile Libero/Estilo Libre）（2000年）
- 艾羅斯現場演唱會（Eros Live）（1998年）
- 艾羅斯（Eros - Greatest Hits）（1997年）
- 有音樂的地方（/）（ 1996年）
- 所有的故事（/）（1993年）
- 艾羅斯演唱會（Eros in Concert）（1991年）
- 無論如何（In Ogni Senso/En Todos los Sentidos）（1990年）
- 什麼是音樂（/）（1988年）
- 某些時刻（In Certi Momenti/In ciertos momentos）（1987年）
- 新的英雄（Nuovi eroi）（1986年）
- 興奮的心（Cuori Agitati）（1985年）

## 外部連結
官方網頁 （页面存档备份，存于）